# رنو لوتانگ
رنو لوتانگ (فرانسوی: Renaud Letang‎؛ زادهٔ ژانویهٔ ۱۹۷۰ میلادی در تهران) یک موسیقی‌دان، مهندس صدا و تهیه‌کننده موسیقی اهل فرانسه است.
او تهیهٔ آلبوم‌هایی برای مانو چائو، فایست، امیلی سیمون، الن سوشون، فیلیپه کاتینه، پیچز، رنو، ایدیر، جین برکین، عبدالملک، آریل دومبال، ساول ویلیامز، ببه و جارویس کوکر را برعهده داشته است. او همچنین در دههٔ ۱۹۹۰ میلادی، مهندسی صدای تمامی اجراهای زندهٔ ژان میشل ژار را بر عهده داشت.
وی در سال ۱۹۹۶ میلادی برندهٔ ویکتوار دُ لا موزیک شد.